# Knut Norlin
Knut Oscar Norlin, född 21 februari 1892 i Uddevalla, död 23 oktober 1979 i Stockholm, var en svensk företagsledare.
Knut Norlin var son till disponenten Franz Oscar Norlin, Efter att ha studerat vid Göteborgs handelsinstitut 1908-1910 arbetade han 1910-1920 som intendent, bland annat vid Billeruds AB. Han studerade och innehade olika anställningar vid trävarufirmor i Frankrike och Storbritannien 1920-1923 och fick vid sin återkomst till Sverige 1923 en nyinrättad tjänst som försäljningschef vid domänstyrelsen blev samtidigt chef för domänverkets skogsindustrier poster han innehade fram till 1941. Norlin var ensamutredare angående ekonomiska aspekter på träförädlingsindustrin i Norrbotten 1932, ledamot av 1933 års skogsindustrisakkunniga 1933-1935, ledamot av kommittén angående verksamheten vid Kalix trävaruindustri AB 1934, ledamot av styrelsen för Luossavaara-Kiirunavaara AB 1939-1962 och vice ordförande där 1957-1962, ledamot av styrelsen för Svenska cellulosaföreningen 1940-1959, VD för ASSI 1941-1960 och ledamot av styrelsen där 1947-1962. Han var ledamot av förhandlingsdelegationen angående förvaltning av de norrländska malmfälten 1955-1956 och av organisationskommittén för LKAB 1955-1956.